# Portlandvasen

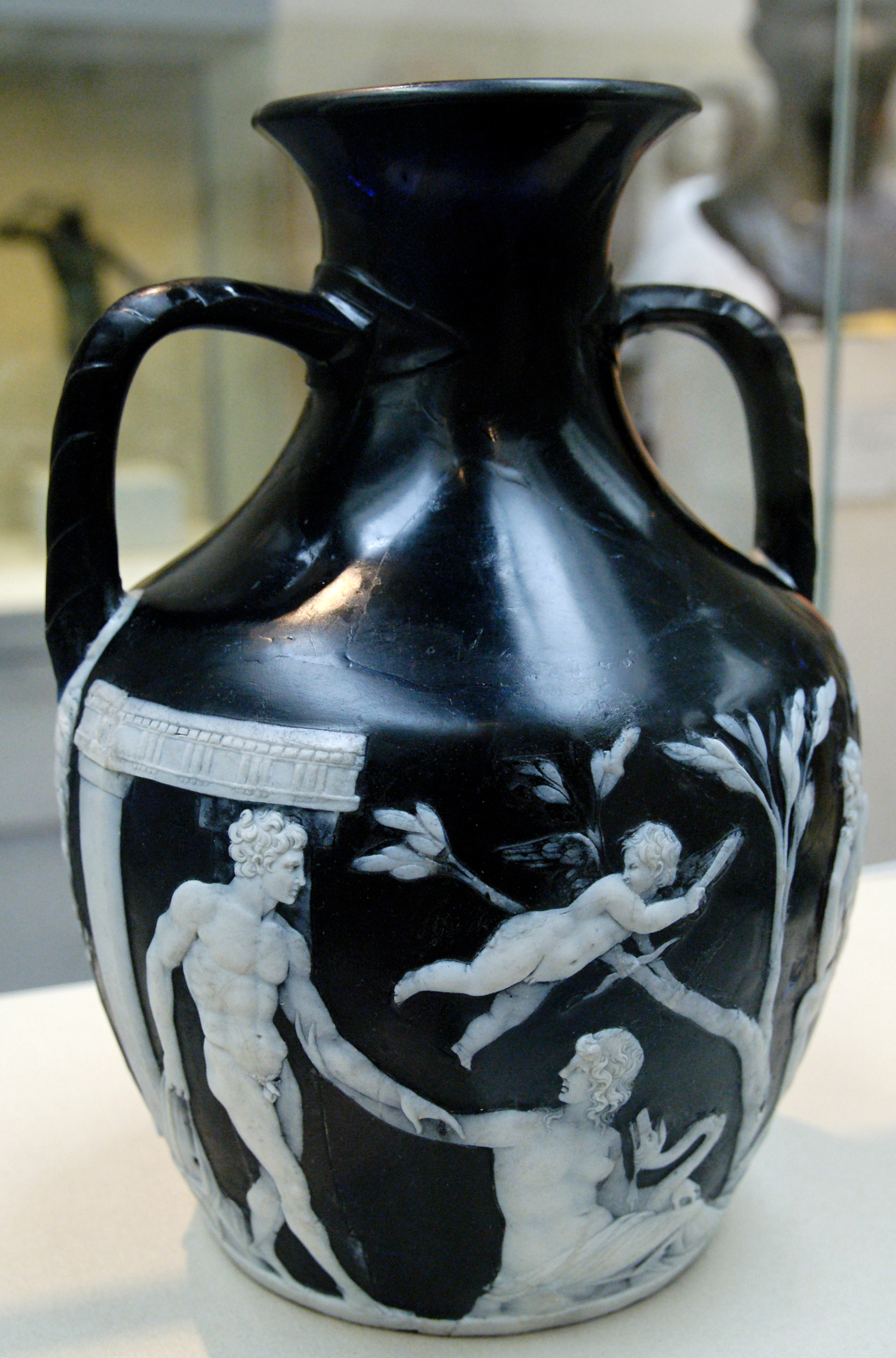
Portlandsvasen

Portlandvasen förr kallad Barberinivasen, är ett antikt troligen romerskt glaskärl (24 cm högt) från omkring år 5-25 e.kr som finns på British Museum i London.
Vasen är utförd i mörkblått genomskinligt glas med framslipade figurer i vitt överfångsglas. Motivet är sagan om Thetis och Peleus. Den påträffades 1630 i en romersk grav och förvarades därefter i Barberinska biblioteket, varifrån den köptes av hertigen av Portland som 1810 deponerade den på British Museum. Den krossades där 1845 av en besökare men har sedan åter lagats.
Portlandvasen har efterbildats flera gånger, redan på 1780- och 1790-talen av Wedgwood och då i jaspergods, samt i våra dagar i glas.